# Renata Ziemińska
Renata Ziemińska (ur. 30 grudnia 1965 w Zamościu) – polska filozofka i feministka, profesor dr hab. nauk humanistycznych o specjalności epistemologia, filozofia analityczna, filozofia umysłu, zatrudniona na stanowisku profesora w Uniwersytecie Szczecińskim.

## Życiorys
W 1989 roku ukończyła studia filozoficzne na Katolickim Uniwersytecie Lubelskim (KUL). Tam też, w roku 1996, na podstawie rozprawy pt. Epistemologia Rodericka M. Chisholma napisanej pod kierunkiem prof. Antoniego B. Stępnia uzyskała stopień doktora nauk humanistycznych w zakresie filozofii. W roku 2003 na podstawie rozprawy pt. Eksternalizm we współczesnej epistemologii również na Wydziale Filozofii KUL uzyskała stopień doktora habilitowanego nauk humanistycznych w zakresie filozofii. Tytuł profesora nauk humanistycznych uzyskała w roku 2014.
W Uniwersytecie Szczecińskim pracuje od roku 2001, wcześniej, w latach 1991–2001, pracowała w Uniwersytecie Kazimierza Wielkiego w Bydgoszczy. Od 2007 jest członkinią Komitetu Nauk Filozoficznych Polskiej Akademii Nauk (PAN).
Zajmuje się historią sceptycyzmu, pojęciem post-prawdy, zbudowała także niebinarny model cech płciowych.

## Nagrody i wyróżnienia
- 2012: grant Fundacji na rzecz Nauki Polskiej na publikację monografii „Historia sceptycyzmu. W poszukiwaniu spójności”[1]
- 1994: stypendium Fundacji na rzecz Nauki Polskiej dla Młodych Naukowców START[1]

## Wybrane publikacje
- Historia sceptycyzmu. W poszukiwaniu spójności, 2013[5]
- The History of Skepticism. In Search of Consistency, 2017[6]
- Niebinarne i wielowarstwowe pojęcie płci, 2018[2]
- Toward a Nonbinary Model of Gender/Sex Traits[7]